# 新加坡国家胡姬园
新加坡国家胡姬园（英語：National Orchid Garden），位于新加坡植物园内，于1995年10月20日開幕。
新加坡植物园以三個核心的概念发展：东陵（Tanglin）保留着古老的历史遺產和历史悠久的花园的、中央（Central）是花园的旅游带，而武吉知马（Bukit Timah）則是教育和娱乐区。每个核心提供了一系列的旅游景点。

## 国家胡姬园簡介
国家胡姬园位于新加坡植物园中最高的山。在三公頃精心設計的园景斜坡有60,000種兰科植物， 包括400個物种和超過2000余種混種的。植物摆放在四个不同颜色的区域呈现了花園的设计理念：春天区摆放明亮、活泼色彩如的金色、黄色和奶油色的花。夏天区主要的色彩是强烈的红色和粉红色。秋季区是成熟的色彩，冬季区的是白色和蓝色。經過挑选的树木、灌木、草本植物和兰花（主要是混種的）的组合与树叶和花的颜色组合相互匹配。

## 外部連結
- 國家公園局：公園與花園
- 國家公園局
- 新加坡国家胡姬园 （页面存档备份，存于）